# MAZ-537
Der MAZ-537 (russisch МАЗ-537) ist eine schwere Zugmaschine aus sowjetischer Produktion. Das Fahrzeug wurde ab 1960 zuerst vom Minski Awtomobilny Sawod gebaut. Es diente in Kombination mit schweren Sattelaufliegern in verschiedenen Armeen des Warschauer Vertrags hauptsächlich als Panzer- und Raketentransporter, aber auch zum Beispiel als Flugzeugschlepper. Einige Varianten des Bergefahrzeugs KET-T bauen auf dem Fahrgestell des Lastwagens auf.

## Fahrzeuggeschichte

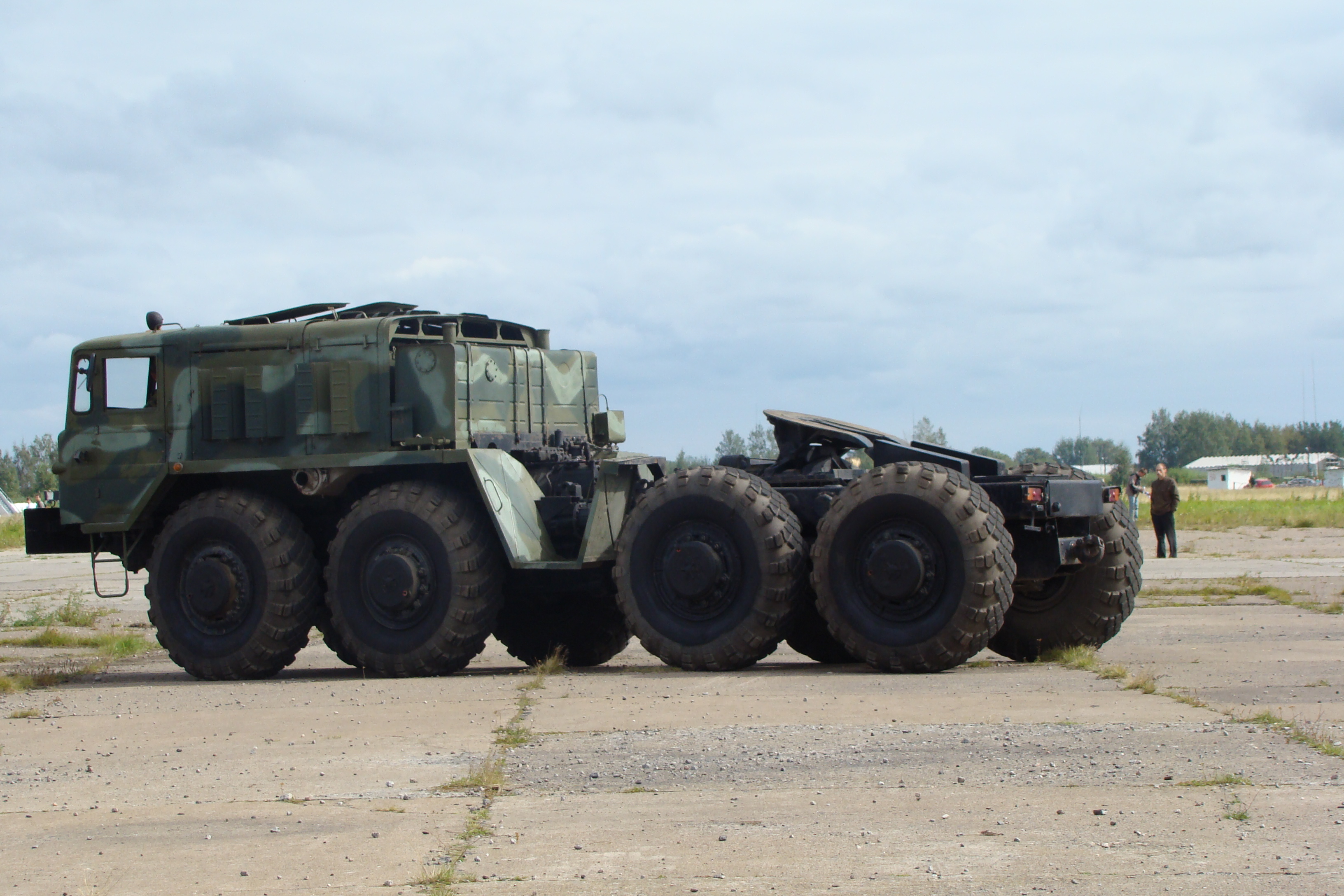
Seitenansicht eines MAZ-537. Hinter dem Motorhaus, welches hinter der Fahrerkabine liegt, sind die zwei Kraftstofftanks angebracht

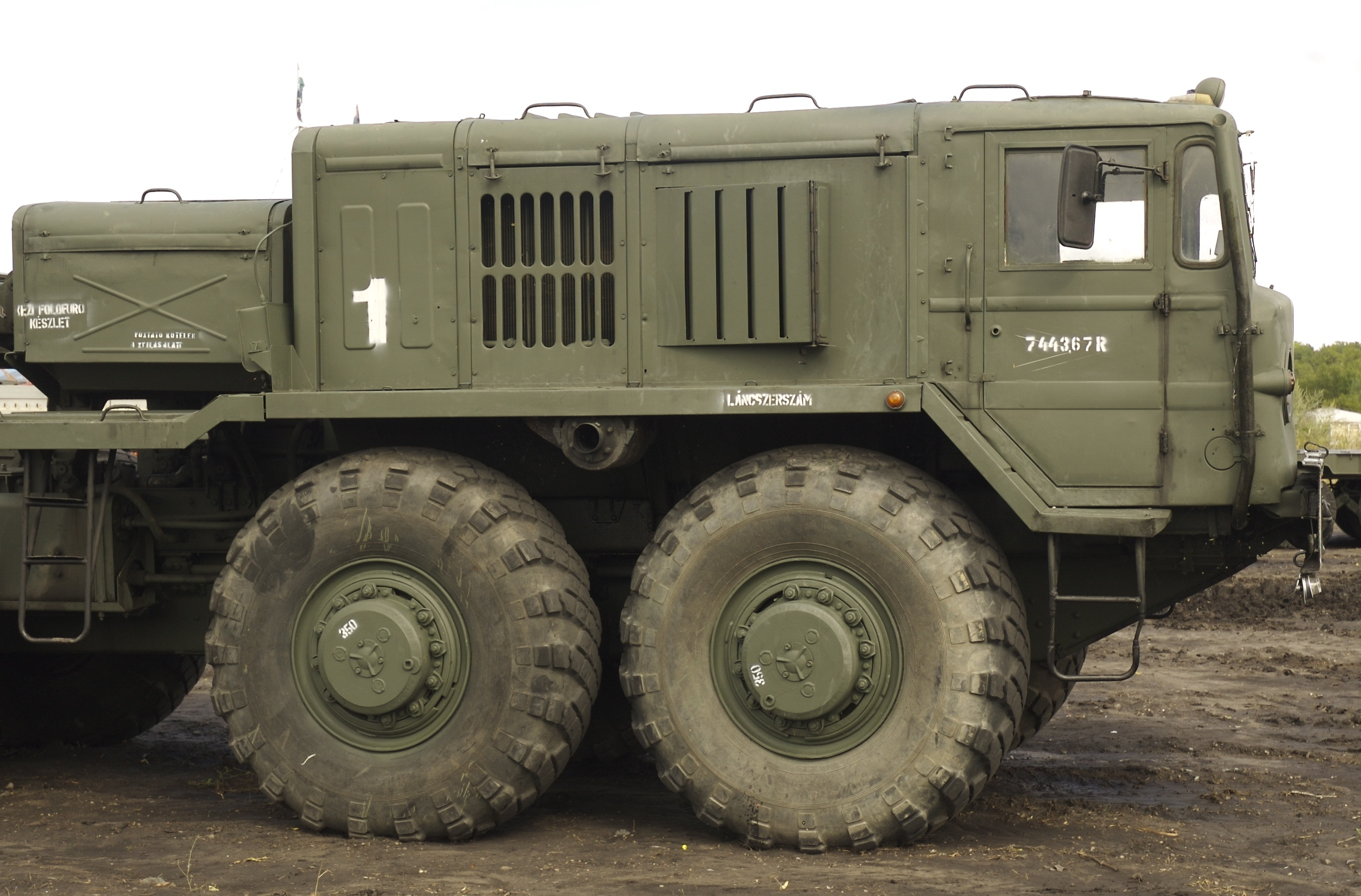
Seitenansicht des vorderen Teils eines MAZ-537G. Im kleineren Blechkasten links befindet sich die Seilwinde (2010)

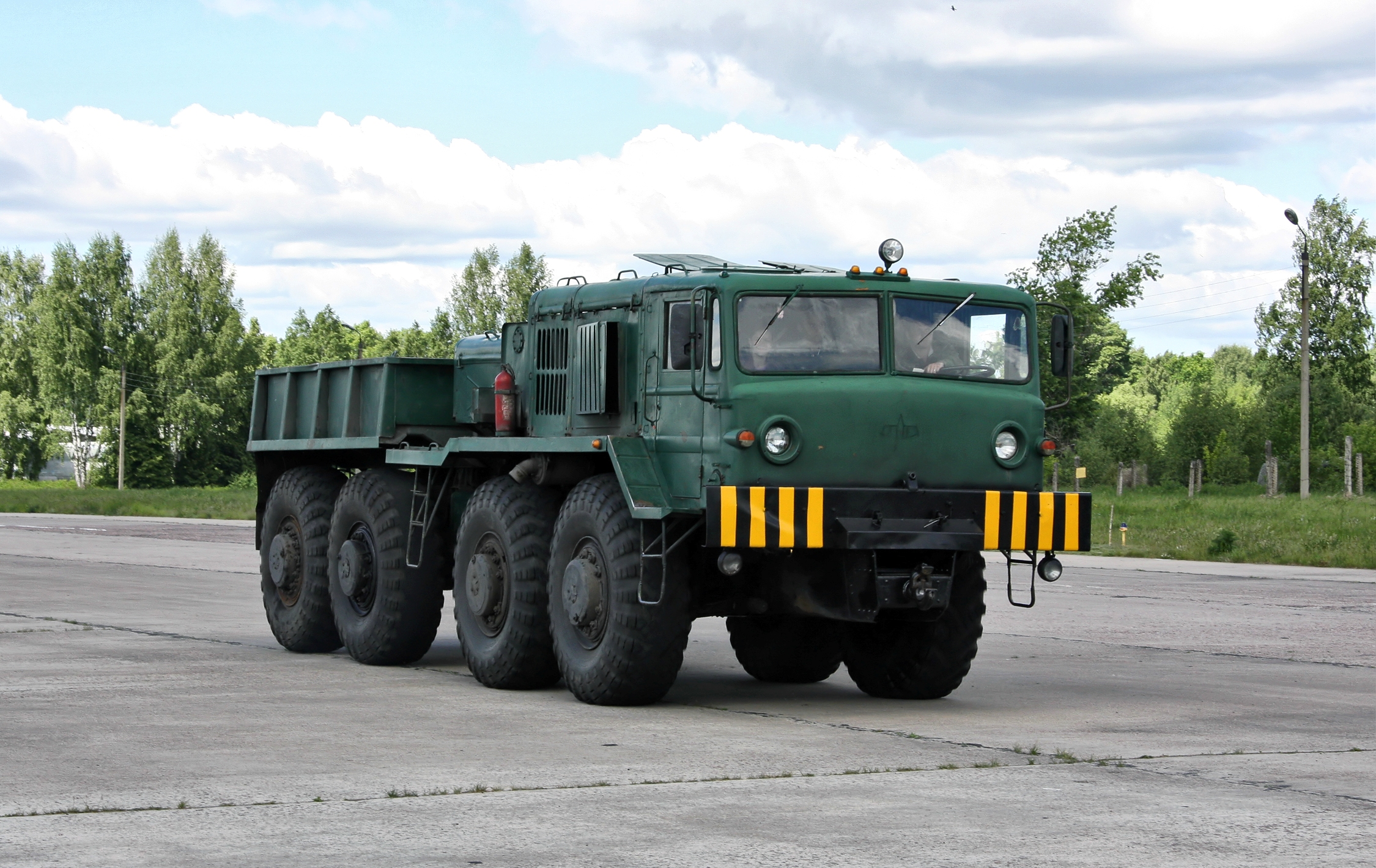
Ausführung mit Ballastpritsche, hier die Spezialversion als Flugzeugschlepper MAZ-537L (2011)

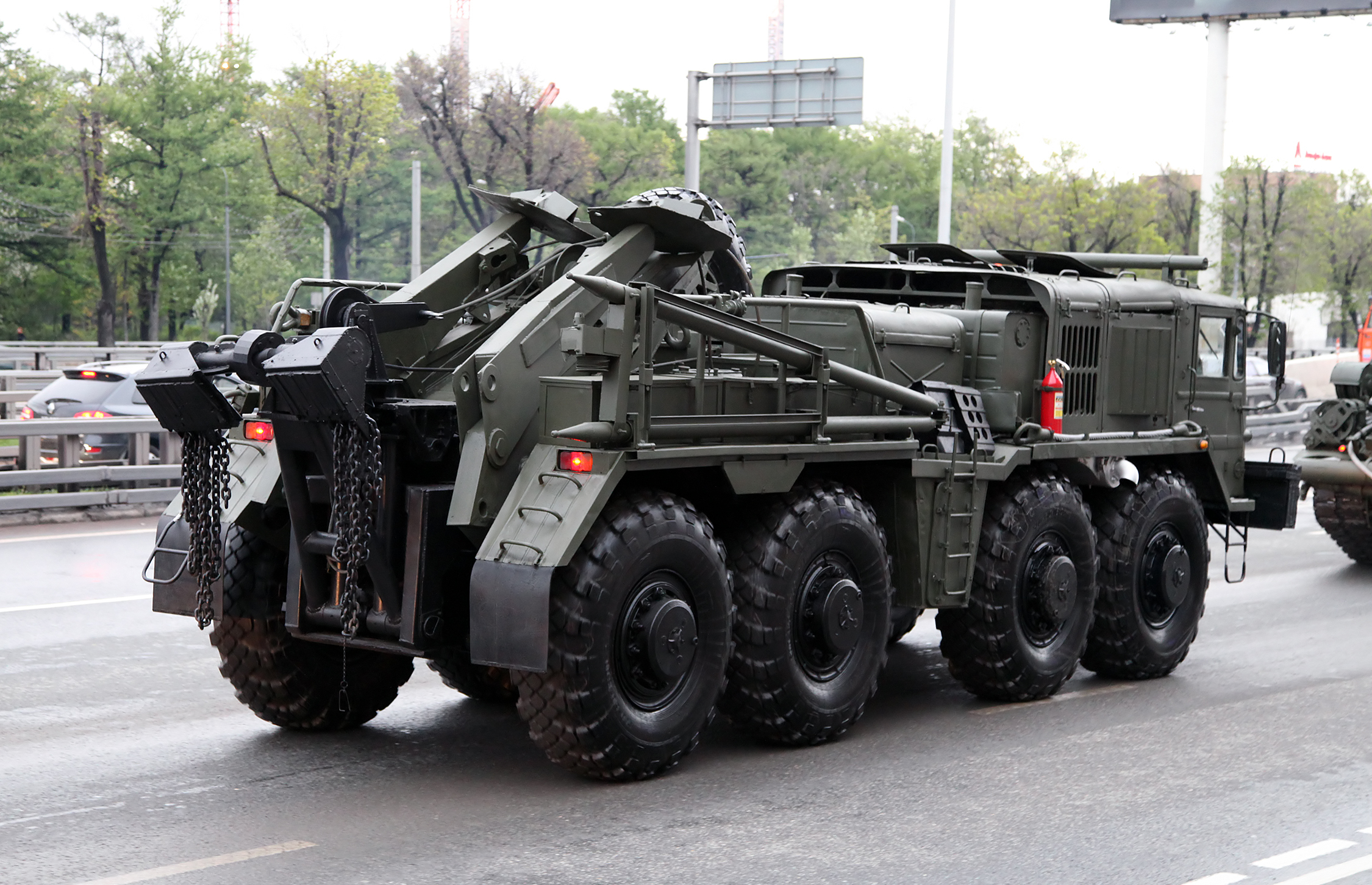
Heckansicht eines KET-T-Bergefahrzeugs (2014)

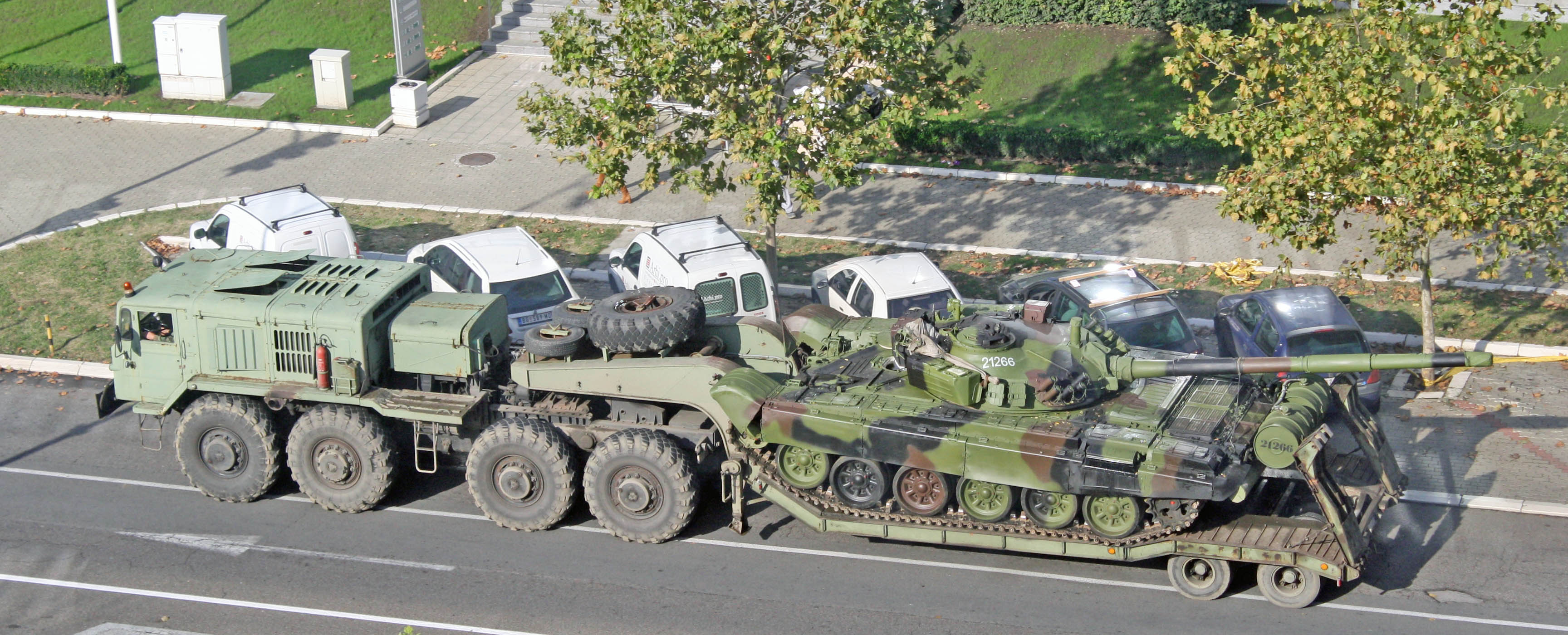
MAZ-537G im Dienst der Streitkräfte Serbiens (2014). Auf der Ladefläche ein M-84

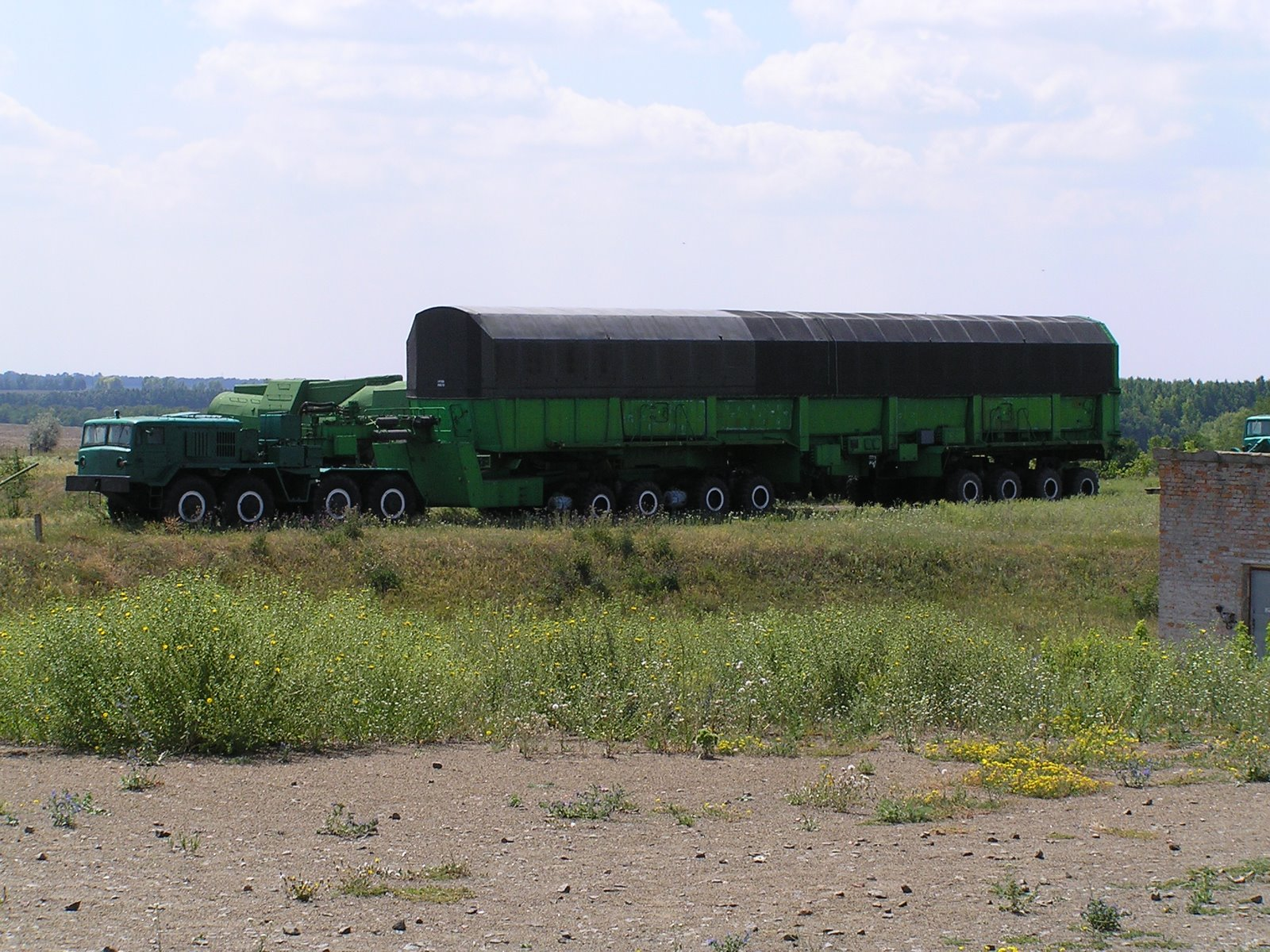
MAZ-537 zum Raketentransport in einem Museum in der Ukraine (2008)

Im Zweiten Weltkrieg machte die Rote Armee die Erfahrung, dass es entscheidend an Transportmitteln für Kettenfahrzeuge mangelte. Es gab keine Lastkraftwagen aus heimischer Produktion, die in der Lage gewesen wären, zum Beispiel einen T-34-Panzer zu transportieren. Nach dem Krieg begann man auf Basis des JaAZ-210 Sattelzugmaschinen für diesen Zweck zu entwickeln, was jedoch nicht den gewünschten Erfolg brachte.
In den frühen 1950er-Jahren kamen die verantwortlichen Planer zu dem Schluss, dass ein Fahrzeug auf Basis der damals produzierten Lastwagen die von der Armee gestellten Anforderungen nicht erfüllen würde. Entsprechend erhielt das MAZ-Werk in Minsk 1954 den Auftrag, ein passendes Fahrzeug zu entwickeln. Neu gegenüber den bisher produzierten Lkw war neben der Größe, den vier permanent angetriebenen Achsen mit großer Einzelbereifung und Reifendruckregelanlage die verbaute Servolenkung und das hydrodynamische Getriebe, das ohne manuelles Kuppeln auskommt. Bis 1956 stellte das Werk Prototypen des MAZ-535 vor, der anschließend von 1958 bis 1964 in Serie gebaut wurde. Auf Grundlage dieses Fahrzeugs wurde der MAZ-537 entwickelt, der erste Prototyp wurde am 29. März 1959 vollendet. Die Serienproduktion begann Anfang 1960.
Ende 1963 verlagerte man die Produktion der Fahrzeuge im Zuge der Spezialisierung der Fahrzeugindustrie zu Uralselmasch (russisch Уралсельмаш) in Kurgan. Per Beschluss des zuständigen Ministeriums wurde das Werk im Juni 1966 in Kurganski Sawod Koljosnych Tjagatschei (russisch Курганский завод колесных тягачей, kurz KZKT, deutsch „Kurganer Radschlepperwerk“) umbenannt. Dort verblieb die Produktion bis zur Einstellung des Modells 1990. Zwischenzeitlich wurden immer wieder kleinere Veränderungen und Modernisierungen vorgenommen. Insbesondere in den 1980er-Jahren wurden ältere Fahrzeuge mit neuen V12-Motoren des Typs JaMZ-240 aus dem Jaroslawski Motorny Sawod ausgestattet.
Nachfolger wurde bei KZKT die schwere Zugmaschine KZKT-7428. MAZ beziehungsweise das zugehörige Minski Sawod Koljosnych Tjagatschei baute dagegen schon seit den 1960er-Jahren den MAZ-543.
Der LKW wird im Russisch-Ukrainischen Krieg von beiden Seiten eingesetzt. Laut dem Oryx-Blog gingen mit Stand Februar 2025 mindestens vier Fahrzeuge der Ukraine und mindestens ein Fahrzeug Russlands verloren.

## Modellvarianten
Die Liste erhebt keinen Anspruch auf Vollständigkeit. Da es sich um militärische Fahrzeuge handelt ist nicht immer bekannt, wie lange sie gebaut wurden.
- MAZ-537 – Die aus dem MAZ-535 entwickelte Grundversion wurde ab 1960 bei MAZ in Serie produziert. Wann die Produktion endete, ist unklar. Ende 1963 wurde die Produktion nach Kurgan zu Uralselmasch (ab 1966 KZKT) verlegt.
- MAZ-537A – Ab 1964 wurde eine überarbeitete Version des Fahrzeugs in Serie gebaut. Wesentlicher Unterschied zu anderen Varianten ist, dass keine Sattelkupplung, sondern eine Pritsche mit 15 Tonnen Ballast montiert wurde. Das Gesamtgewicht des Fahrzeugs lag bei 37,5 Tonnen, die zulässige Anhängelast bei 75 Tonnen.
- MAZ-537B – Prototyp von 1961 zum Transport von ballistischen Mittelstreckenraketen. Eine Serienfertigung erfolgte nicht.
- MAZ-537W – Ab 1963 gebaut, konzipiert für den Transport des unbemannten Aufklärungsflugzeugs Tupolew Tu-123.
- MAZ-537G – Die am weitesten verbreitete Version.[6] Es handelt sich um eine Sattelzugmaschine mit zusätzlicher Seilwinde zum Be- und Entladen von Aufliegern mit defekten Fahrzeugen. Sie ist in einem zusätzlichen Blechkasten hinter dem Motorhaus untergebracht.
- MAZ-537D – Ab 1964 gebaute Fahrzeugversion mit Hilfsgenerator. Dieser hat eine elektrische Leistung von 75 Kilowatt und war dazu gedacht, Waffensysteme auf angehängten Sattelaufliegern mit Strom zu versorgen.
- MAZ-537E – Modell mit zusätzlicher Zapfwelle, ansonsten baugleich mit dem MAZ-537W
- MAZ-537K – Kranfahrzeug, mit dessen Hilfe militärische Raketen verladen werden konnten. Der Mobilkran hat eine Tragfähigkeit von 16 Tonnen. Erste Prototypen stammen von 1965, wie viele Fahrzeuge gebaut wurden, ist nicht bekannt.
- MAZ-537T – Ein Ende der 1960er-Jahre gebauter Prototyp für den Export in Länder mit tropischen Klima.
- MAZ-537L – Auch als KZKT-537L bezeichnet. Ein Flugzeugschlepper mit speziell untersetztem Getriebe. Das Fahrzeug konnte Flugzeuge bis 200 Tonnen Gesamtgewicht bewegen und verfügte zur Erhöhung der Traktion ebenfalls über eine Ballastpritsche. Ab 1976 gefertigt.
- MAZ-537P – Modernisierte Version des MAZ-537A, mit Pritsche und Plane ausgestattet.
- MAZ-537R – Diese Fahrzeuge wurden in Kombination mit speziellen Aufliegern für den Transport von Pipeline-Rohren in schwierigem Gelände eingesetzt. Sie wurden jedoch selten gebaut und erfuhren keine große Verbreitung.
- MAZ-537M – Modernisierte Fahrzeuge aus den 1980er Jahren mit neuem V12-Dieselmotor des Typs JaMZ-240.
- KET-T – Schweres Bergefahrzeug, welches auf dem Fahrgestell des MAZ-537 aufbaut.

## Technische Daten
Für das Grundmodell MAZ-537.
- Motor: Zwölfzylinder-Saugdieselmotor
- Motortyp: D12A-525
- Hubraum: 38,88 l
- Leistung: 525 PS (386 kW)
- Max. Drehmoment: 220 kpm (2157 Nm)
- Verbrauch: 125 l/100 km
- Kraftstoffvorrat: 2×420 l
- Getriebe: hydrodynamisches Strömungsgetriebe[1]
- Höchstgeschwindigkeit: 55 km/h
- Antriebsformel: 8×8
- maximal überschreitbare Grabenweite: 1,3 m
- maximal befahrbare Steigung: 15°
- Sitzplätze in der Kabine: 4

Abmessungen und Gewichte
- Länge: 9130 mm
- Breite: 2885 mm
- Höhe: 2880 mm
- Radstand: 1700 + 2650 + 1700 mm
- Spurweite: 2200 mm
- Bodenfreiheit: 500 mm
- Wendekreis: 33 m
- Leergewicht: 21,6 t
- Sattellast: 25 t[1]
- maximale Anhängelast: 65 t
- zulässiges Gesamtgewicht des Zugs: 86,6 t